# Calothyrza pauli
Calothyrza pauli är en skalbaggsart som först beskrevs av Leon Fairmaire 1884.  Calothyrza pauli ingår i släktet Calothyrza och familjen långhorningar.
Artens utbredningsområde är Kenya. Inga underarter finns listade.